# VA Technologie
Die VA Technologie AG (kurz VA Tech) war von Mitte der 1990er Jahre bis 2005 der größte österreichische Technologiekonzern.

## Geschichte
Die VA Tech ist aus der Austrian Industries (einem ehemaligen Mischkonzernprojekt des damaligen ÖIAG-Chefs Hugo Michael Sekyra) hervorgegangen. Die mehrheitliche Privatisierung erfolgte im Mai 1994 über einen Börsengang. 1997 wurden die seit 1946 verstaatlichte „ELIN-UNION AG“ sowie das seit 1955 ebenfalls verstaatlichte oberösterreichische Unternehmen Elektro Bau AG übernommen und zur „VA Tech Elin EBG“ zusammengeführt, der heutigen Sparte für Infrastruktur.

### Übernahme durch Siemens
Mit einem Umsatz von knapp 4 Milliarden Euro im Jahr 2003 und etwa 17.000 Mitarbeitern weltweit galt die VA Tech als größter Technologiekonzern Österreichs. In Österreich beschäftigte der Konzern an den Standorten Linz, Weiz und Wien etwa 8.000 Mitarbeiter.
Der Konzern war weltweit mit Töchtern und Repräsentanzen vertreten und mehrheitlich im Streubesitz. Der österreichische Staat war über die staatliche Privatisierungsagentur Österreichische Industrieholding AG (ÖIAG) einer der größten Eigentümer mit einem Anteil von 14,7 % der Aktien. Die Aktien waren an der Wiener Börse notiert. Eine Investorengruppe um die Wiener Investoren Mirko Kovats und Ronny Pecik hielten in den Jahren 2003 bis 2004 mehr als 15 % der Aktien und waren damit die größten Eigentümer. Zwei US-amerikanische Investorengruppen, Goldman Sachs und Fidelity Investments, hielten zusammen mehr als 10 % der Anteile. VA Tech verbuchte 2003 einen Verlust von 15 Millionen Euro, und 2004 einen Verlust von 70 Millionen Euro, der teilweise auf Sanierungsmaßnahmen zurückzuführen ist. Um die angeschlagenen Sparten T&D und Wabag zu sanieren und ihr Wachstum zu finanzieren, wollte VA Tech 2004 eine Kapitalerhöhung von knapp 200 Millionen Euro durchführen.
Im November 2004 zog sich Mirko Kovats aus dem Unternehmen zurück und verkaufte trotz vorheriger Dementi sein 17-Prozent-Aktienpaket an die Siemens AG. In der österreichischen Innenpolitik war diese Privatisierung des Konzerns stark umstritten.
Im Februar 2005 übernahm der Siemens-Konzern die VA Tech für etwa eine Milliarde Euro (entspricht 97,15 Prozent der Aktien). Am 13. Juli 2005 genehmigten die EU-Wettbewerbshüter die Übernahme offiziell, wobei aber aus kartellrechtlichen Gründen der Wasserkraftwerksbau (VA Tech Hydro) verkauft werden musste.

### Verkauf der VA Tech Hydro
Für den von der EU geforderten Verkauf der VA Tech Hydro legten im Februar 2006 das Cross-Konsortium des KTM-Großaktionärs Stefan Pierer sowie die Andritz AG verbindliche Offerten ab. Am 17. Februar 2006 gab die Andritz AG bekannt, dass sie von Siemens den Zuschlag erhalten habe und die Wasserkraftsparte der VA Tech Hydro übernehme. Der Kaufvertrag wurde am 11. April 2006 unterzeichnet. Die Sparte „Kalorische Kraftwerke“ bleibt bei Siemens. Es wurde kein Kaufpreis genannt, geschätzt werden 170 bis 180 Millionen Euro.

### Verkauf der VA Tech Wabag
Am 6. November 2007 hat die Siemens AG Österreich sämtliche Anteile ihrer 100%igen Tochtergesellschaft VA TECH WABAG GmbH, Wien an die VA TECH WABAG India Ltd. mit Sitz in Chennai, Indien übertragen. Die VA TECH WABAG India war bis 2005 ein Tochterunternehmen der WABAG Österreich. Heute steht WABAG India mehrheitlich im Eigentum eines Private-Equity-Fonds, der von ICICI Venture, einer Tochtergesellschaft der größten indischen Privatbank ICICI Bank.

## Sparten
Die VA Tech gliederte sich in verschiedene Unternehmenssparten auf, welche seit der Übernahme im Jahr 2005 durch Siemens nach und nach in die Sparten des deutschen Konzerns aufgingen. Mit der Eingliederung der folgenden vier Sparten wurden auch rund 5.000 Kunden übernommen.
- Metallurgietechnik, siehe VOEST-Alpine Industrieanlagenbau (VAI), wurde 2014 von Mitsubishi übernommen[2] und im Januar 2015 zu einem Joint Venture von Siemens und Mitsubishi Heavy Industries mit dem Namen Primetals Technologies mit Sitz in London umfirmiert[3]
- Energieerzeugung, siehe VA Tech Hydro und WABAG
- Energieübertragung und -verteilung, nun Bestandteil der Division „Smart Grid“ (SG) im Siemens-Konzern
- Infrastruktur, siehe VA TECH ELIN EBG